# Panafrické barvy

Panafrické barvy

Panafrické barvy jsou barvy, které jsou vnímány Afričany jako symboly boje proti kolonizaci Afriky. Předpona Pan- (řecky πᾶν, pan) znamená vše, všechno, zapojení všech členů skupiny.
Nejčastěji je tento pojem spojován s vexilologií jako barvy užívané na vlajkách dnes již nezávislých afrických států. Nejstarším samostatným státem v Africe je Etiopie, která má tyto barvy na své vlajce, jež se stala inspirací i pro vlajky států, které získávaly postupně ve 20. století nezávislost. První byla etiopskou vlajkou inspirována ghanská vlajka, následována vlajkou kamerunskou.
Symbolika barev je u vlajek různých afrických států vykládána rozdílně, ale základem je všeobecná symbolika barev ve vexilologickém názvosloví:
- Zelená barva – úrodnost, zemědělství, příroda
- Žlutá barva – nerostné bohatství (zlato), slunce
- Červená barva – krev prolitá v boji za nezávislost a rovná práva, revoluce

Vlajka UNIA

Dle jiných výkladů patří (oproti klasické symbolice) k těmto barvám ještě (nebo místo žluté barvy):
- Černá barva – barva Afriky

Tento výklad pochází z vlajky bratrské organizace UNIA – Universal Negro Improvement Association and African Communities League (Sdružení pro zdokonalování černochů a afrických komunit).

## Vlajky států s panafrickými barvami

### Vlajky afrických států

Vlajky afrických států s panafrickými barvami

Etiopská vlajka
Beninská vlajka
Vlajka Burkiny Faso
Ghanská vlajka
Guinejská vlajka
Vlajka Guineje-Bissau
Vlajka Jihoafrické republiky
Vlajka Jižního Súdánu
Kamerunská vlajka
Keňská vlajka
Konžská vlajka
Libyjská vlajka
Vlajka Malawi
Vlajka Mali
Mauritánská vlajka
Mosambická vlajka
Senegalská vlajka
Seychelská vlajka
Vlajka Středoafrické republiky
Vlajka Svatého Tomáše a Princova ostrova
Vlajka Toga
Vlajka Zambie
Vlajka Zimbabwe

Některé africké státy již panafrické barvy na svých vlajkách opustily nebo jsou kombinací těchto a jiných barev:
- Čadská vlajka
- Kapverdská vlajka

### Vlajky mimoafrických států
Někdy se mezi vlajky užívající panafrické barvy řadí též Jamajka (v tomto případě se jedná o rastafariánské barvy), ostrovní stát v Karibském moři. Jamajské obyvatelstvo tvoří převážně černoši a mulati.

Jamajská vlajka